# Ortsteil
 (octobre 2018).
Si vous disposez d'ouvrages ou d'articles de référence ou si vous connaissez des sites web de qualité traitant du thème abordé ici, merci de compléter l'article en donnant les références utiles à sa vérifiabilité et en les liant à la section « Notes et références ».

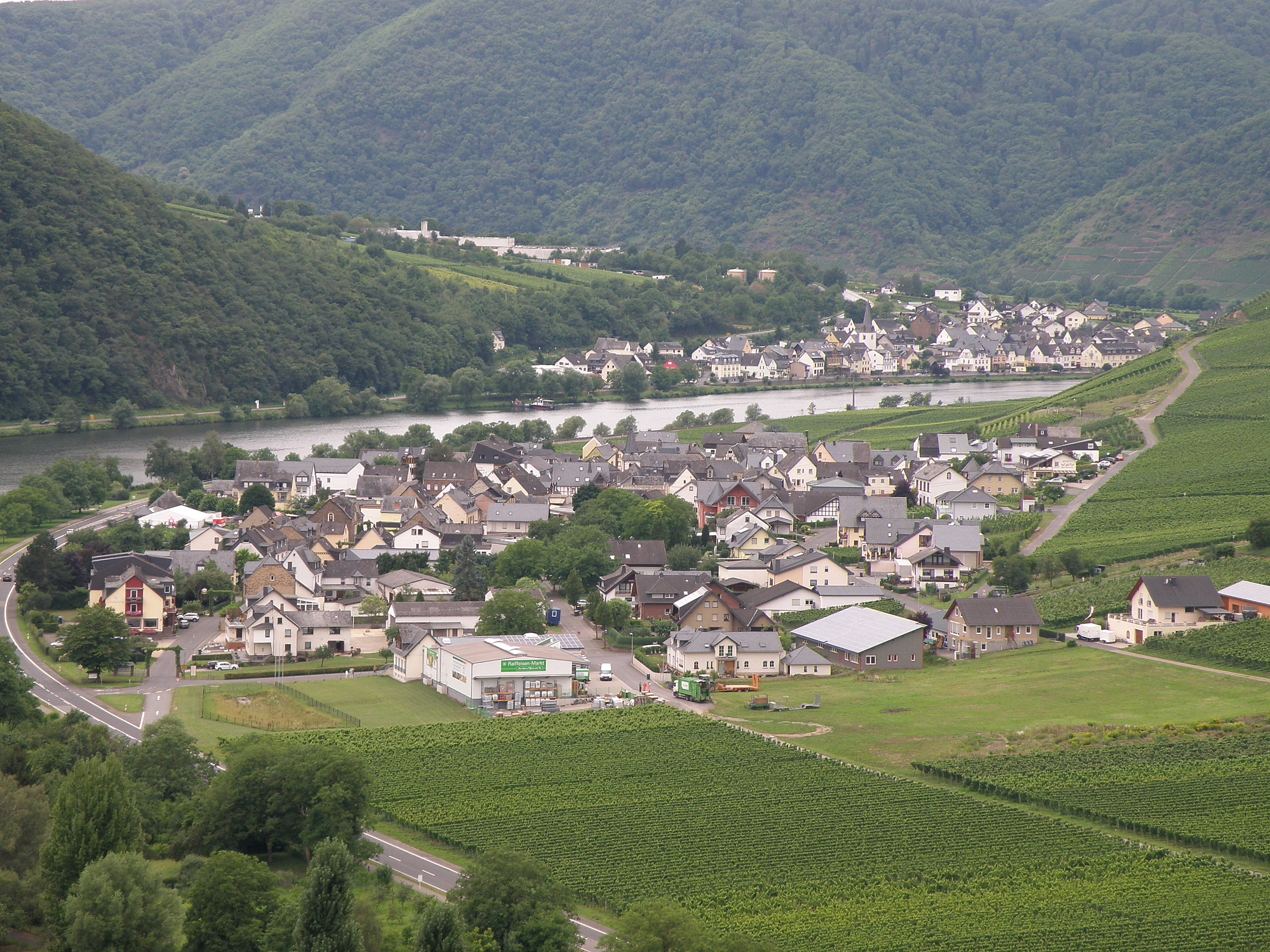
Ellenz-Poltersdorf (Moselle). Ortsteil de Poltersdorf, vu du château de Metternich.

Un ortsteil ou stadtteil est un quartier d'une ville, une annexe d'une commune en Allemagne et en Autriche.
Le terme ortsteil s'applique aussi à des parties de communes ne portant pas le titre de ville.  Très générique, il s'utilise notamment aussi pour désigner :
- des zones de peuplement non contiguës aux quartiers centraux de la ville dont elles font partie (p.e. villages), pour peu qu'elles disposent de limites identifiées et d'une dénomination propre ;
- des entités, précédemment administrativement indépendantes, ayant été fusionnées à la ville ou commune actuelle[1].